# Filomena Matute Merino
Filomena Matute Merino (Viana, Navarra, España), 11 de agosto de 1901 - 16 de julio de 2010), fue una anciana supercentenaria, la "abuela" de Navarra, ya que durante la primera década del siglo XXI fue la persona más longeva de toda la provincia.
Nacida en la ciudad de Viana en el verano de 1901, era la menor de seis hermanos, hijos de Apolonia Merino y Julián Matute, un conocido gaitero navarro. Filomena formó su propio hogar cuando, a los treinta y dos años, en 1933, se casó con José Lestado Rodríguez. Tuvieron dos hijos: José Antonio (1935) y María Blanca (1940). Filomena enviudó en 1989. Falleció con 108 años, 11 meses y 5 días.
Fue conocida por ser la persona más anciana de toda Navarra, al llegar casi a los 109 años de edad. Su día a día se resumía en levantarse temprano, hacer tareas del hogar y estar prácticamente todo el día en su casa. Hasta los 104 años acudió a misa. Aunque estuvo cerca, no llegó a batir la marca como la persona más longeva que ha existido en Navarra, honor que ostentaba Doña Honoria Pérez Garraza (30/09/1892-24 de octubre de 2000), que falleció a los 108 años y que en 2014 superó Dña. Francisca García Torres (1901-2014) que falleció en Burlada a los 112 años, 5 meses y 12 días. También hubo dos centenarios navarros destacados: Bienvenido Cilveti Urquía (22/04/1904 - 13/05/2013), vecino de Pamplona fallecido a los 109 años y 22 días,  y Delfina Zardoya Blanc (24/12/1906 - 31/10/2015), vecina de Ribaforada que murió a los 108 años y 10 meses.
Actualmente (2020) las abuelas de Navarra son Ángeles Álava (Cascante, 03/08/1910) y María Cruz Martínez de Irujo (Arazuri, 03/05/1911)